# Leptonema cheesmanae
Leptonema cheesmanae är en nattsländeart som beskrevs av Martin E. Mosely 1933. Leptonema cheesmanae ingår i släktet Leptonema och familjen ryssjenattsländor. Inga underarter finns listade i Catalogue of Life.